# Onitis brahma
Onitis brahma là một loài bọ cánh cứng trong họ Bọ hung (Scarabaeidae).